# ヒナウキクサ
ヒナウキクサ (学名: Lemna minuta) はウキクサ亜科のアオウキクサ属に属する水草の1種であり、水面に浮かんで生育する。葉状体は小型で1脈のみをもつ。南北アメリカ原産であるが、ヨーロッパや日本に帰化している。
同様に1脈をもつ近縁種として、チリウキクサ (Lemna valdiviana) が知られる。本種も南北アメリカ原産であり、日本にも帰化している (→ #近縁種)。

## 特徴
水面に生育する浮遊植物であり、葉状体 (フロンド; 葉と茎の区別がない) と根からなる。葉状体は卵形から長楕円形、大きさは 1–2.5 x 1–1.2 ミリメートル (mm)、1脈があり、脈上に1–3個の目立たない突起がある (下図)。葉状体表面は白緑色であるが、陰地では緑色になる (赤味を帯びることはない)。葉状体の裏面は淡薄緑色、1本の根が水中へ伸びており (長さ0.2–3 cm)、根鞘基部に翼はなく、根端は細くなるが尖らない。葉状体の基部側面から新たな葉状体を形成して出芽状に増殖する。単独または2–4個の葉状体がつながった群体を形成している (下図)。休眠芽 (越冬芽、殖芽) は形成せず、葉状体のままで越冬する。

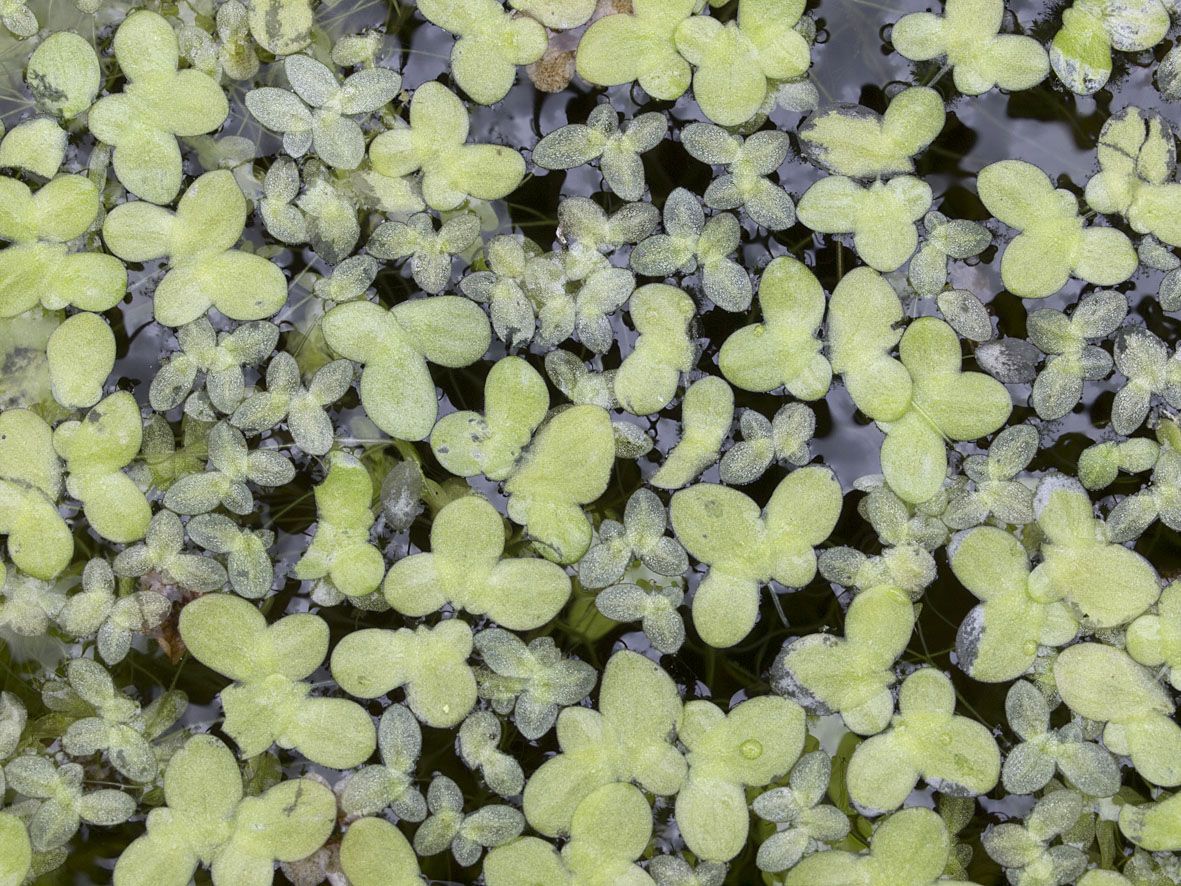
コウキクサ (大きな葉状体) とヒナウキクサ (小さな葉状体)

花期は5–9月であり、花は葉状体基部側面につく。花は2個の雄しべと1個の雌しべからなる。雌しべの子房は1個の胚珠を含む。果実は翼を欠く。種子は12–15本の肋がある。染色体数は 2n = 36, 40, 42。

## 分布
北米南部から南米に分布する。ヨーロッパや日本 (本州) にも帰化している。
湖沼やため池、水路、ハス田などに生育する。

## 近縁種
ヒナウキクサと同様に1脈をもつ小型の種として、チリウキクサ (Lemna valdiviana) が知られる。チリウキクサの葉状体はヒナウキクサにくらべて細長く、大きさは 2–4 x 1–2 mm、ときにやや湾曲する。葉状体表面は白緑色であるが、陰地では緑色が濃くなる。根端は鈍頭。葉状体のままで越冬するが、一部は水中に沈む。南北アメリカ原産であり、スペインや日本 (本州) に帰化している。
アオウキクサ属の小型種として、日本からはチビウキクサ (Lemna perpusilla) も報告されているが、これはヒナウキクサの誤認ともされる。